# Ronald Brebner
Ronald „Ron” Gilchrist Brebner (ur. 23 września 1881 w Darlington, zm. 14 listopada 1914 w Chiswick) – angielski piłkarz amator, był złotym medalistą igrzysk olimpijskich w 1908 w Londynie i  igrzysk olimpijskich w 1912 w Sztokholmie.
Brebner urodził się w Darlington. Występował na pozycji bramkarza. Podczas igrzysk w 1908 był zawodnikiem rezerwowym i nie wystąpił w żadnym meczu. Na igrzyskach w 1912 zdobył złoty medal, występując we wszystkich trzech meczach. Zmarł na skutek kontuzji głowy odniesionej podczas meczu z Leicester Fosse. Występował w drużynach Stockton, Northern Nomads oraz amatorskiego zespołu Huddersfield Town.